# Румен Угрински
Ру̀мен Георгѝев У̀грински е български актьор, кукловод и телевизионен водещ.

## Ранен живот
Роден е на 25 януари 1969 г. в Благоевград. През 1990 г. е приет във ВИТИЗ „Кръстьо Сарафов“, специалност актьорско майсторство за куклен театър при професор Николина Георгиева.

## Актьорска кариера
Завършва четири години по-късно и получава покана за Централния куклен театър, където работи и до днес. В студентските си години участва като актьор и кукловод в редица детски и младежки предавания. От 2005 г. е кукловод в предаването „Говорещи глави“ по TV7.
От 15 декември 2008 г. е в екипа водещи на „Господари на ефира“ по Нова телевизия и по-късно bTV, като си партнира на екрана с Валентин Танев, Герасим Георгиев и Мария Игнатова. Освен това участва в късометражни филми, телевизионните сериали „Тя и той“, „Кафе пауза“ и „Полицаите от края на града“ телевизионни и радио реклами. За ролите си в театъра има актьорски и специални награди от куклени фестивали в България и чужбина.

## Кариера на озвучаващ актьор
Занимава се с озвучаване от 2000 г. Сред участията му в озвучаванията на филми и сериали съдържат:
- 2000 – „Семейство Защо Защо“
- 2003 – „Хари Потър и Стаята на тайните“ (Доби)
- 2004 – „Барби в Принцесата и бедното момиче“ (Улфи)
- 2007 – „Семейство Робинсън“ (Ласло)
- 2009 – „Принцесата и жабокът“ (Реджи)
- 2010 – „Котки и кучета: Отмъщението на Кити“ (Чък) / „Мегаум“ (Лакей)
- 2011 – „Весели крачета 2“ (Уил)
- 2012 – „Лоракс“ (Други гласове)
- 2016 – „Търсенето на Дори“ (Гъл-Гул)
- 2017 – „Аз, проклетникът 3“ (Роботът Клайв)

## Филмография
- „Извън пътя“ (2017)

## Личен живот
Има дъщеря.